# Catharina Gripenberg
Catharina Gripenberg, född 31 december 1977 i Jakobstad, Finland, är en finlandssvensk författare, numera bosatt i Malmö.
Gripenberg har studerat litteraturvetenskap vid universitetet i Helsingfors. År 1998 vann hon Arvid Mörne-tävlingens förstapris (lyriktävling i Finland). Hon debuterade med diktsamlingen På diabilden är huvudet proppfullt med lycka. För sin andra diktsamling Ödemjuka belles lettres från en till en fick hon 2003 Stig Carlson-priset. År 2016 fick hon Sveriges Radios lyrikpris.

## Priser och utmärkelser
- 1998 – Arvid Mörne-priset
- 2003 – Stig Carlson-priset
- 2008 – Den dansande björnen för årets poesibok
- 2013 – Längmanska kulturfonden
- 2012 – Stipendium ur Gerard Bonniers donationsfond
- 2016 – Sveriges Radios lyrikpris
- 2017 – De Nios Vinterpris